# Antapur, Sandur
Antapur là một làng thuộc tehsil Sandur, huyện Bellary, bang Karnataka, Ấn Độ.